# Генерал Шърман (дърво)
„Генерал Шърман“ е гигантска секвоя (Sequoiadendron giganteum), намираща се в Гигантската гора в Националния парк „Секвоя“ в окръг Тюлери, щата Калифорния, САЩ.
По обем това е най-голямото известно на Земята живо едностебелно дърво.
Докато „Генерал Шерман“ е най-голямото дърво по обем към момента, то в исторически план е имало и по-големи. За гигантът Кранъл Крийк, крайбрежно червено дърво (Sequoia sempervirens) близо до Тринидад, Калифорния, се смята, че е бил с 15 до 25% по-голям по обем от  генерал Шърман. Това дърво е отсечено в средата на 40-те години на 19 век. Друго по-голямо крайбрежно червено дърво, дървото Линдзи Крийк, е записано в статия на Humboldt Times Standard от 1905 г. с обем от близо 90 000 кубически фута 
Макар че е най-голямото по обем дърво, „генерал Шърман“ не е нито най-високото известно живо дърво на Земята (това отличие принадлежи на Хиперион), нито е най-широкото (както най-големият кипарис, така и най-големият баобаб имат по-голям диаметър), нито е най-старото известно живо дърво на Земята (това разграничение принадлежи на Големият босингленов бор.